# Hoa Quốc Phong
Hoa Quốc Phong (giản thể: 华国锋; phồn thể: 華國鋒; bính âm: Huà Guófēng; Wade–Giles: Hua Kuo-feng), tên khai sinh: Tô Chú (tiếng Trung: 苏铸), (16 tháng 2 năm 1921 - 20 tháng 8 năm 2008) là người được chỉ định kế tục Mao Trạch Đông trở thành lãnh tụ tối cao Đảng Cộng sản Trung Quốc và Cộng hòa Nhân dân Trung Hoa. Ngay khi Chu Ân Lai qua đời năm 1976, ông lên kế nhiệm làm Thủ tướng Cộng hòa Nhân dân Trung Hoa. Vài tháng sau, Mao qua đời, và Hoa Quốc Phong thay Mao trở thành Chủ tịch Đảng Cộng sản Trung Quốc, trước sự ngạc nhiên và mất tinh thần của Giang Thanh cùng toàn bộ Bè lũ bốn tên. Ông đã chấm dứt Cách mạng văn hóa và tống Bè lũ bốn tên khỏi các vị trí quyền lực chính trị, nhưng vì sự cố chấp đi theo con đường Chủ nghĩa Mao của ông, vài năm sau tới lượt ông bị Đặng Tiểu Bình lật đổ và buộc phải về hưu sớm.

## Tuổi trẻ
Chào đời tại huyện Giao Thành, tỉnh Sơn Tây, tên khai sinh của ông là Tô Chú (苏铸). Ông gia nhập Đảng Cộng sản Trung Quốc (CCP) năm 1938 và tham gia cuộc kháng chiến chống Nhật, sau khi thực hiện cuộc Vạn lý Trường chinh năm 1936. Giống như nhiều nhân vật cách mạng khác cùng thời kỳ, ông lấy bí danh Hoa Quốc Phong một cách viết tắt của "Trung Hoa kháng Nhật cứu Quốc tiền Phong hội" (中华抗日救国先锋队, tiếng Trung Quốc: Hội tiền phong kháng Nhật cứu quốc). Sau khi tham gia chiến đấu trong Bát Lộ Quân 12 năm dưới sự chỉ huy của tướng Chu Đức, ông trở thành người phụ trách Ủy ban tuyên truyền cấp tỉnh của Đảng hồi giữa thập niên 1940.

## Chức vụ lãnh đạo
Hoa Quốc Phong được bầu vào Ủy ban Trung ương Đảng Cộng sản năm 1969, vào Bộ chính trị năm 1973. Ông giữ vị trí Chủ nhiệm Ủy ban Cách mạng tỉnh Hồ Nam, Bí thư Tỉnh ủy tỉnh Hồ Nam từ năm 1970 - 1976. Ông trở thành bộ trưởng Bộ Công an năm 1972, sau khi người tiền nhiệm là Tạ Phú Trị qua đời. Việc ông có phải là người kế tục được lựa chọn của Mao hay không vẫn là điều gây tranh cãi.
Ông trở thành Phó Thủ tướng năm 1975, rồi quyền Thủ tướng Cộng hòa Nhân dân Trung Hoa sau khi Chu Ân Lai mất tháng 1 năm 1976, ông chính thức trở thành Thủ tướng và phó Chủ tịch thứ nhất của Đảng tháng 4 năm 1976, và Chủ tịch Đảng Cộng sản Trung Quốc khi Mao chết, tháng 9 năm 1976 (dù việc này mãi tới ngày 12 tháng 10 mới được thông báo ra thế giới).
Trong thời gian cầm quyền khá ngắn của mình, Hoa Quốc Phong gắn liền với việc nhanh chóng tống cổ Bè lũ bốn tên khỏi các vị trí quyền lực chính trị và vì thế trở thành nhà lãnh đạo đánh dấu sự chấm dứt cuộc Cách mạng Văn hóa. Chương trình kinh tế và chính trị của Hoa Quốc Phong liên quan tới việc tái lập công nghiệp kế hoạch hóa kiểu Xô viết và sự quản lý của Đảng tương tự cách thức Trung Quốc đã theo đuổi từ trước cuộc Đại nhảy vọt. Tuy nhiên, mô hình này đã bị những người ủng hộ Đặng Tiểu Bình phản đối, với đề xuất một hệ thống kinh tế dựa trên thị trường hơn. Sự cạnh tranh này dẫn tới thay đổi quyết định theo hướng có lợi cho Đặng Tiểu Bình năm 1978, và thường được coi là sự khởi đầu thời kỳ Cải cách kinh tế Trung Quốc.
Hoa Quốc Phong cũng nỗ lực sửa đổi nghi thức nhà nước, một cách thức đề cao cá nhân ông. Năm 1977 tất cả các cuộc mít tinh của Đảng, của Quốc hội đều phải treo chân dung của ông và Mao cạnh nhau. Tất cả các trường học phải treo chân dung ông cạnh chân dung Mao. Hoa Quốc Phong cũng thay đổi quốc ca Trung Quốc để có cả tên Mao Trạch Đông, và lời lẽ chuyển từ hành khúc sang đơn thuần tuyên truyền Cộng sản. Những đoạn lời này sau đó đã bị bỏ đi.

## Bị lật đổ
Khi Đặng Tiểu Bình dần nắm quyền kiểm soát Đảng Cộng sản Trung Quốc, Hoa Quốc Phong bị lên án vì khuyến khích chính sách Lưỡng cá phàm thị và bị thay chức Thủ tướng bởi Triệu Tử Dương năm 1980, và chức Chủ tịch Đảng bởi Hồ Diệu Bang năm 1981. Hoa Quốc Phong đã tổ chức các buổi tự phê bình và cuối cùng từ bỏ và coi chính sách Lưỡng cá phàm thị là sai lầm. Cả Triệu Tử Dương và Hồ Diệu Bang đều là những người được Đặng Tiểu Bình bảo trợ dành riêng cho nhiệm vụ Cải cách Kinh tế Trung Quốc. Hoa Quốc Phong bị giáng cấp làm Phó Chủ tịch Đảng, và khi chức vụ này bị bãi bỏ năm 1982 ông chỉ còn là một thành viên bình thường của Ban Chấp hành Trung ương Đảng, một vị trí ông nắm giữ đến tận Đại hội thứ 16 của Đảng tháng 11 năm 2002 dù đã được thông qua quyết định nghỉ hưu ngay từ khi bảy mươi tuổi năm 1991.
Việc loại bỏ Hoa Quốc Phong ít nhất đáng chú ý ở hai điểm. Thứ nhất nó cho thấy chức vụ chính thức không có giá trị gì trong Đảng Cộng sản Trung Quốc hồi cuối thập kỷ 1970 đầu thập kỷ 1980. Dù là lãnh tụ chính thức của đảng, nhà nước và quân đội, Hoa Quốc Phong không thể đánh bại phe Đặng Tiểu Bình. Thứ hai, việc Hoa Quốc Phong bị hất cẳng đã giúp hình thành một tiêu chuẩn bên trong Đảng Cộng sản Trung Quốc rằng các lãnh đạo chính trị thua trận trong cuộc đấu tranh giành quyền lực sẽ không còn bị ám hại hay bỏ tù, trái ngược hoàn toàn với thời gian cuộc Cách mạng Văn hóa và Bè lũ bốn tên.
Đầu năm 2002, ông chính thức mất ghế trong Ủy ban Trung ương Đảng Cộng sản Trung Quốc. Ngày 20 tháng 8 năm 2008, ông qua đời tại Bắc Kinh.